# Martin Rodbell
Martin Rodbell (Baltimore, Maryland, 1. prosinca, 1925. – 7. prosinca, 1998. Chapel Hill, North Carolina) bio je američki biokemičar i molekularni endokrinolog koji je najviše poznat po svojemu otkriću G-proteina.  Podijelio je 1994.g. Nobelovu nagradu za fiziologiju ili medicinu s Alfred G. Gilmanom za njihovo otkriće G-proteina i uloge tih proteina u provođenju signala unutar stanice.

## Vanjske poveznice
- Nobelova nagrada - autobiografija (engl.)